# Konstantin Lavronenko
Konstantin Lavronenko (Rostov sul Don, 20 aprile 1961) è un attore russo.

## Biografia
Nel 2007 ha vinto il premio per il miglior attore al Festival di Cannes per Izgnanie.

## Filmografia parziale

### Cinema
- Il ritorno (Vozvraščenje), regia di Andrej Zvjagincev (2003)
- Izgnanie, regia di Andrej Zvjagincev (2007)
- Territory - L'oro dei ghiacci (Territorija), regia di Aleksandr Mel'nik (2015)
- Stranniki terpenija, regia di Vladimir Alenikov (2018)
- Coma, regia di Nikita Argunov (2019)

### Televisione
- Archangel, regia di Jon Jones - film TV (2005)
- Likvidatsia (Ликвидация) - miniserie TV (2007)

## Doppiatori italiani
Nelle versioni in italiano delle opere in cui ha recitato, Konstantin Lavronenko è stato doppiato da:
- Paolo Marchese in The Last Warrior, The Last Warrior 2